# Pixie Lott
 (novembre 2017).
Pixie Lott est une auteure-compositrice-interprète britannique née Victoria Louise Lott le 12 janvier 1991 . Son premier single, Mama Do (Uh Oh, Uh Oh), ainsi que son 2e single, Boys and Girls, ont été classés no 1 des ventes de single au Royaume-Uni. En France, le single se classe 10e des ventes lors de la semaine de sa sortie. Le 3e single de l'album, Cry Me Out, se classe 12e au Royaume-Uni. 
Le 1er album de Pixie Lott, Turn It Up, est sorti le 14 septembre 2009.
Elle a été sacrée Meilleure artiste MTV Pulse aux European MTV Awards 2009.
Lott a sorti le morceau « Boys and Girls » comme son premier single aux États-Unis le 24 août 2010. La sortie correspond à la première de son premier film, Fred: The Movie. En janvier 2010, Lott a été nommée parmi l'une des « Faces to Watch » à surveiller par le magazine américain, Billboard. L'album de Pixie Lott, Turn It Up, est sorti aux États-Unis début 2011.

## Biographie

### Enfance
Victoria Lott est née dans le quartier de Bromley, Londres en 1991. Elle épouse Oliver Cheshire le 6 juin 2022 dans la cathédrale de Ely, en Angleterre. 

### Carrière musicale

#### Les débuts
En 2008, elle a passé l'audition pour la série britannique Britannia High, en même temps que Ed Sheeran, mais n'a pas été retenue. C'est durant cette audition qu'elle fut remarquée.Elle a aussi participé à American Idol en 2008, mais n'a pas non plus été retenue.
En 2011, Pixie a aussi enregistré une chanson avec une star de la pop, Selena Gomez, qui s'intitule We own The night et qui est sur le 3e album de Selena Gomez, When the Sun Goes Down.

#### Turn It Up(2009-2011)
En 2010, elle a fait la première partie des concerts de Rihanna.
Pixie vit à Bromley, dans le sud-est de Londres.
Pixie a enregistré en 2012 sa chanson Dancing on my Own, avec les deux rappeurs du boys band coréen BigBang, G-Dragon et T.O.P. Ils avaient gagné en 2011 le prix du meilleur groupe international aux MTV EMA à Belfast.

#### Émissions télévisées
En 2014, elle fait partie des célébrités qui ont concouru dans la 12e éditions de Strictly Come Dancing, la version originale de Dancing with the Stars et Danse avec les stars.
De 2017 à 2023, elle est coach de l'émission The Voice Kids au Royaume-Uni.

## Vie privée
Depuis août 2010, Pixie Lott est la compagne du mannequin anglais, Oliver Cheshire,,. Ils annoncent leurs fiançailles par le biais d'un cliché posté sur les réseaux sociaux le 13 novembre 2016. Ils se sont mariés à la cathédrale d'Ely le 6 juin 2022, à la suite d'un retard dû au COVID-19.

## Récompenses et nominations
| Année | Cérémonie                             | Award                                | Résultat   |
| ----- | ------------------------------------- | ------------------------------------ | ---------- |
| 2009  | MTV Europe Music Awards 2009          | Best UK & Ireland Act                | Lauréat    |
| 2009  | MTV Europe Music Awards 2009          | Best New Act                         | Nomination |
| 2009  | MTV Europe Music Awards 2009          | Best Push Artist                     | Lauréat    |
| 2009  | The Variety Club Awards               | Breakthrough Talent Award            | Lauréat    |
| 2009  | Cosmopolitan Ultimate Women 2009      | Ultimate Newcomer                    | Lauréat    |
| 2009  | Q Awards 2009                         | Breakthrough Artist                  | Nomination |
| 2009  | MP3 Music Awards 2009                 | Best New Act                         | Lauréat    |
| 2009  | Virgin Media Music Awards             | Best Newcomer                        | Lauréat    |
| 2009  | UK Festival Awards 2010               | Festival Fitty of the year – Girls   | Nomination |
| 2010  | Brit Awards                           | Breakthrough Artist                  | Nomination |
| 2010  | Brit Awards                           | Female Solo Artist                   | Nomination |
| 2010  | Brit Awards                           | British Single ("Mama Do Uh Oh")     | Nomination |
| 2010  | Meteor Ireland Music Awards           | Best International Female            | Nomination |
| 2010  | BT Digital Music Awards               | Best Female Artist                   | Nomination |
| 2010  | Glamour Women of the Year Awards 2010 | Sheer Infusion Newcomer              | Nomination |
| 2010  | NME Awards 2010                       | Hottest Woman                        | Nomination |
| 2011  | Virgin Media Music Awards             | Hottest Female                       | Lauréat    |
| 2012  | Brit Awards                           | British Single ("All About Tonight") | Nomination |

## Discographie

### Albums
- 2009 : Turn It Up
- 2010 : 'Turn it up louder
- 2011 : Young Foolish Happy
- 2014 : Pixie Lott
- 2014 : Platinium Pixie (Hits)
- 2024 : Encino

### Singles
- Im Yours  (ft. Cœur de pirate)
- Use Somebody (2009)
- Mama Do (Uh Oh, Uh Oh) (2009)
- Boys and Girls (2009)
- Cry Me Out (2009)
- Gravity (2010)
- Turn It Up (2010)
- Broken Arrow (2010)
- Coming Home (ft. Jason Derulo) (2010)
- All About Tonight (2011)
- What Do You Take Me For (ft. Pusha T) (2011)
- Blackout (ft. Kesha) (2011)
- We Own The Night (Selena Gomez & the Scene ft. Pixie Lott) (2011)
- Dancing On My Own (ft. GD & T.O.P) (2011)
- Kiss The Stars (2012)

Elle a repris le morceau Poker face de Lady Gaga, Apologize de OneRepublic et Use Somebody des Kings Of Leon.
| Année | Titre                  | Meilleur classement | Meilleur classement | Meilleur classement | Meilleur classement | Meilleur classement | Meilleur classement | Meilleur classement | Meilleur classement | Meilleur classement | Meilleur classement | Meilleur classement | Meilleur classement | Meilleur classement | Certifications | Album      |
| Année | Titre                  | UK                  | IRE                 | EU                  | AUS                 | BEL (FLA)           | BRÉ                 | PB                  | NZ                  | DEN                 | FRA                 | SWI                 | SUÈ                 | ESP                 | Certifications | Album      |
| ----- | ---------------------- | ------------------- | ------------------- | ------------------- | ------------------- | ------------------- | ------------------- | ------------------- | ------------------- | ------------------- | ------------------- | ------------------- | ------------------- | ------------------- | -------------- | ---------- |
| 2009  | Mama Do (Uh Oh, Uh Oh) | 1                   | 13                  | 5                   | 55                  | 22                  | 61                  | 15                  | 19                  | 8                   | 10                  | 12                  | 22                  | 12                  | - UK: Argent   | Turn It Up |
| 2009  | Boys and Girls         | 1                   | 4                   | 10                  | 67                  | 8                   | 30                  | —                   | —                   | 39                  | —                   | —                   | —                   | —                   | - UK: Argent   | Turn It Up |
| 2009  | Cry Me Out             | 12                  | 31                  | —                   | —                   | —                   | 81                  | —                   | —                   | —                   | —                   | 66                  | —                   | 28                  | - UK: Argent   | Turn It Up |
| 2010  | Gravity                | 20                  | 42                  | —                   | —                   | —                   | —                   | —                   | —                   | —                   | —                   | —                   | —                   | —                   |                | Turn It Up |

## Filmographie
| Année | Film            | Rôle | Note                        |
| ----- | --------------- | ---- | --------------------------- |
| 2010  | Fred: The Movie | Judy | 1er rôle en tant qu'actrice |